# Deutsche Tischtennis-Meisterschaft 1998
Die 66. nationale Deutsche Tischtennis-Meisterschaft fand vom 6. bis 8. März 1998 in Saarbrücken in der Saarlandhalle statt.
Nur Jing Tian-Zörner konnte ihren Titel im Dameneinzel aus dem Vorjahr beteiligen. Im Herreneinzel holte der 17-jährige Timo Boll seinen ersten DM-Titel. Das Herrendoppel gewannen die Brüder Miroslav und Vladislav Broda. Gleich zwei Medaillen erkämpfte Elke Schall, nämlich im Damendoppel mit Tanja Hofmann und im Mixed mit Torben Wosik, mit dem sie bereits 1996 erfolgreich war und auch bei den folgenden vier DMs Gold holte.
Titelverteidiger Jörg Roßkopf fehlte verletzungsbedingt, Steffen Fetzner trat aus gesundheitlichen Gründen nur im Doppel an.
Insgesamt 4.000 Zuschauer verfolgten die Meisterschaften.
| Platz | Herreneinzel   | Dameneinzel      | Herrendoppel                   | Damendoppel                       | Mixed                             |
| ----- | -------------- | ---------------- | ------------------------------ | --------------------------------- | --------------------------------- |
| 1     | Timo Boll      | Jing Tian-Zörner | Miroslav Broda/Vladislav Broda | Elke Schall/Tanja Hofmann         | Torben Wosik/Elke Schall          |
| 2     | Torben Wosik   | Jie Schöpp       | Timo Boll/Steffen Fetzner      | Nicole Delle/Cornelia Faltermaier | Andreas Fejer-Konnerth/Olga Nemes |
| 3     | Peter Franz    | Nicole Struse    | Oliver Alke/Kay-Andrew Greil   | Olga Nemes/Christina Fischer      | David Daus/Nadine Bollmeier       |
| 3     | Richard Prause | Olga Nemes       | Peter Franz/Torben Wosik       | Nicole Struse/Ilka Böhning        | Mirko Pawlowski/Nicole Struse     |

In den Einzelwettbewerben wurden drei Gewinnsätze ausgespielt, in den Doppelwettbewerben dagegen nur zwei Gewinnsätze.

## Wissenswertes
- Ursprünglich weigerte sich der Westdeutsche Tischtennisverband, Torben Wosik und Elke Schall für diese DM zu melden, weil sie bei den Westdeutschen Meisterschaften nicht antraten. Wosik und Schall setzten jedoch durch eine einstweilige Verfügung eines ordentlichen Gerichtes ihre DM-Teilnahme durch.[1]
- Erstmals standen sich im Endspiel der Damen zwei in China geborene Spielerinnen gegenüber. Der Kampf der beiden Abwehrspielerinnen dauerte 75 Minuten.[2]
- Mit 12 Jahren war Gaby Rohr die jüngste Teilnehmerin.